# Микроелектроника
Микроелектроника је грана електронике која се бави минијатуризацијом електронских елемената, склопова и система. Минијатуризација, међутим, није једина сврха микроелектронике, већ само средство које омогућује развој и производњу поузданих, квалитетних, високосеријских и јефтиних електронских склопова. Управо је развој микроелектронике омогућио прерастање електронике из гранске у базичну технологију. 
Од појаве планарне технологије на силицијуму 1959. године до данас, развој микроелектронских склопова текао је запањујућом брзином у односу на побољшање свеукупних електричних карактеристика, повећање функционалности и проширење области примене. Уз све то цена производње је рапидно падала. Тако брзи развој, у најширем смислу, није забележен у другим гранама. Захваљујући микроелектроници, на пример, данашњи рачунари, у односу на оне с краја шездесетих година двадесетог века, имају више од 1.000 пута већи капацитет и толико пута мању цену, потрошња енергије смањила се преко 20.000 пута, а брзина обављања аритметичких и логичких операција повећана је више од 6.000 пута. Да се аутомобилска индустрија развијала истим темпом, аутомобил би данас прелазио 1.000.000 km с потрошњом од једног литра, развијао би брзину већу од 1.000.000 km/h, коштао би свега неколико долара, имао би тежину мању од 1 декаграм, а време експлоатације би му било преко 10.000 година.
Удео микроелектронике није пресудан само у развоју рачунара, већ и у области телекомуникација, индустријске опреме, војне индустрије, комерцијалне технике у аутомобилској индустрији итд. У ширем смислу, под микроелектроником подразумевамо не само микроелектронску технологију већ и производе те технологије. Заједничким именом се сви ти производи називају интегрисаним колима. При томе, постоји читав низ различитих интегрисаних кола која се међусобно разликују по сложености, намени, технологији израде и сл.